# Клајнмајшајд
Клајнмајшајд (њем. Kleinmaischeid) општина је у њемачкој савезној држави Рајна-Палатинат. Једно је од 62 општинска средишта округа Нојвид. Према процјени из 2010. у општини је живјело 1.370 становника. Посједује регионалну шифру (AGS) 7138034.

## Географски и демографски подаци
Клајнмајшајд се налази у савезној држави Рајна-Палатинат у округу Нојвид. Општина се налази на надморској висини од 285 метара. Површина општине износи 7,0 km². У самом мјесту је, према процјени из 2010. године, живјело 1.370 становника. Просјечна густина становништва износи 196 становника/km².